# Ronde van Frankrijk 1965
| Route van de Ronde van Frankrijk 1965 |                          |              |
| Eindklassement                        |                          |              |
| Algemeen klassement                   | Felice Gimondi           | 116h 42' 06" |
| Tweede                                | Raymond Poulidor         | + 2' 40"     |
| Derde                                 | Gianni Motta             | + 9' 18"     |
| Vierde                                | Henry Anglade            | + 12' 43"    |
| Vijfde                                | Jean-Claude Lebaube      | + 12' 56"    |
| Zesde                                 | José Pérez Francés       | + 13' 15"    |
| Zevende                               | Guido De Rosso           | + 14' 48"    |
| Achtste                               | Frans Brands             | + 17' 36"    |
| Negende                               | Jan Janssen              | + 17' 52"    |
| Tiende                                | Francisco Gabica         | + 19' 11"    |
| Laatste (96e)                         | Joseph Groussard         | + 2h 37' 39" |
| Puntenklassement                      | Jan Janssen              | 144 punten   |
| Tweede                                | Guido Reybrouck          | 130 punten   |
| Derde                                 | Felice Gimondi           | 124 punten   |
| Bergklassement                        | Julio Jiménez            | 133 punten   |
| Tweede                                | Frans Brands             | 73 punten    |
| Derde                                 | Joaquín Galera           | 68 punten    |
| Ploegenklassement                     | KAS                      | -            |
| Tweede                                | Pelforth-Sauvage-Lejeune | -            |
| Derde                                 | Molteni-Ignis            | -            |

De 52e editie van de Ronde van Frankrijk ging van start op 22 juni 1965 in Keulen. Hij eindigde op 14 juli in Parijs. Er stonden 130 renners verdeeld over 13 ploegen aan de start.
- Aantal etappes: 22
- Totale afstand: 4177 km
- Gemiddelde snelheid: 35,886 km/h
- Aantal deelnemers: 130
- Aantal uitgevallen: 49

## Belgische en Nederlandse prestaties
Er namen 32 Belgen en 15 Nederlanders deel aan de Tour van 1965.

### Belgische etappezeges
- Rik Van Looy won de 1e etappe deel A van Keulen naar Luik en de 19e etappe van Aix-les-Bains naar Lyon
- Bernard Van De Kerckhove won de 2e etappe van Luik naar Roubaix
- Edgard Sorgeloos won de 4e etappe van Caen naar Saint Brieuc
- Guido Reybrouck won de 6e etappe van Quimper naar La Baule-Pornichet en de 10e etappe van Bagnères-de-Bigorre naar Ax-les-Thermes
- Ward Sels won de 7e etappe van La Baule-Pornichet naar La Rochelle

### Nederlandse etappezeges
- Cees van Espen won de 5e etappe deel A van Saint Brieuc naar Châteaulin
- Jo de Roo won de 8e etappe van La Rochelle naar Bordeaux
- Jan Janssen won de 12e etappe van Barcelona naar Perpignan
- Gerben Karstens won de 21e etappe van Auxerre naar Versailles

## Etappes
- 1ae etappe Keulen - Luik: Rik Van Looy (Bel)
- 1be etappe Luik - Luik: Ford-France-Gitane
- 2e etappe Luik - Roubaix: Bernard Van De Kerckhove (Bel)
- 3e etappe Roubaix - Rouen: Felice Gimondi (Ita)
- 4e etappe Caen - Saint Brieuc: Edgard Sorgeloos (Bel)
- 5ae etappe Saint Brieuc - Châteaulin: Cees van Espen (Ned)
- 5be etappe Châteaulin - Châteaulin: Raymond Poulidor (Fra)
- 6e etappe Quimper - La Baule-Pornichet: Guido Reybrouck (Bel)
- 7e etappe La Baule-Pornichet - La Rochelle: Ward Sels (Bel)
- 8e etappe La Rochelle - Bordeaux: Jo de Roo (Ned)
- 9e etappe Dax - Bagnères-de-Bigorre: Julio Jiménez (Spa)
- 10e etappe Bagnères-de-Bigorre - Ax-les-Thermes: Guido Reybrouck (Bel)
- 11e etappe Ax-les-Thermes - Barcelona: José Pérez Francés (Spa)
- 12e etappe Barcelona - Perpignan: Jan Janssen (Ned)
- 13e etappe Perpignan - Montpellier: Adriano Durante (Ita)
- 14e etappe Montpellier - Le Ventoux: Raymond Poulidor (Fra)
- 15e etappe Carpentras - Gap: Giuseppe Fezzardi (Ita)
- 16e etappe Gap - Briançon: Joaquim Galera (Spa)
- 17e etappe Briançon - Aix-les-Bains: Julio Jiménez (Spa)
- 18e etappe Aix-les-Bains - Le Revard: Felice Gimondi (Ita)
- 19e etappe Aix-les-Bains - Lyon: Rik Van Looy (Bel)
- 20e etappe Lyon - Auxerre: Michael Wright (GBr)
- 21e etappe Auxerre - Versailles: Gerben Karstens (Ned)
- 22e etappe Versailles - Parijs: Felice Gimondi (Ita)

 winnaars gele trui · 
 puntenklassement · 
 bergklassement · 
 jongerenklassement · 
 tussensprintklassement · 
 combinatieklassement · 
 ploegenklassement · 
 strijdlust · 
rode lantaarn
records · meeste deelnames · ranglijst etappewinnaars · bekende beklimmingen · valpartijen · dopinggevallen · Grand Départ · Souvenir Henri Desgrange
1903 · 
1904 · 
1905 · 
1906 · 
1907 · 
1908 · 
1909 · 
1910 · 
1911 · 
1912 · 
1913 · 
1914 ·
1915 ·
1916 ·
1917 ·
1918 · 
1919 · 
1920 · 
1921 · 
1922 · 
1923 · 
1924 · 
1925 · 
1926 · 
1927 · 
1928 · 
1929 · 
1930 · 
1931 · 
1932 · 
1933 · 
1934 · 
1935 · 
1936 · 
1937 · 
1938 · 
1939 · 
1940 ·
1941 ·
1942 ·
1943 ·
1944 ·
1945 ·
1946 ·
1947 · 
1948 · 
1949 · 
1950 · 
1951 · 
1952 · 
1953 · 
1954 · 
1955 · 
1956 · 
1957 · 
1958 · 
1959 · 
1960 · 
1961 · 
1962 · 
1963 · 
1964 · 
1965 · 
1966 · 
1967 · 
1968 · 
1969 · 
1970 · 
1971 · 
1972 · 
1973 · 
1974 · 
1975 · 
1976 · 
1977 · 
1978 · 
1979 · 
1980 · 
1981 · 
1982 · 
1983 · 
1984 · 
1985 · 
1986 · 
1987 · 
1988 · 
1989 · 
1990 · 
1991 · 
1992 · 
1993 · 
1994 · 
1995 · 
1996 · 
1997 · 
1998 · 
1999 · 
2000 · 
2001 · 
2002 · 
2003 · 
2004 · 
2005 · 
2006 · 
2007 · 
2008 · 
2009 · 
2010 · 
2011 · 
2012 · 
2013 · 
2014 · 
2015 · 
2016 · 
2017 · 
2018 · 
2019 ·
2020 · 
2021 · 
2022 · 
2023 · 
2024 · 
2025